# 榆钱菠菜

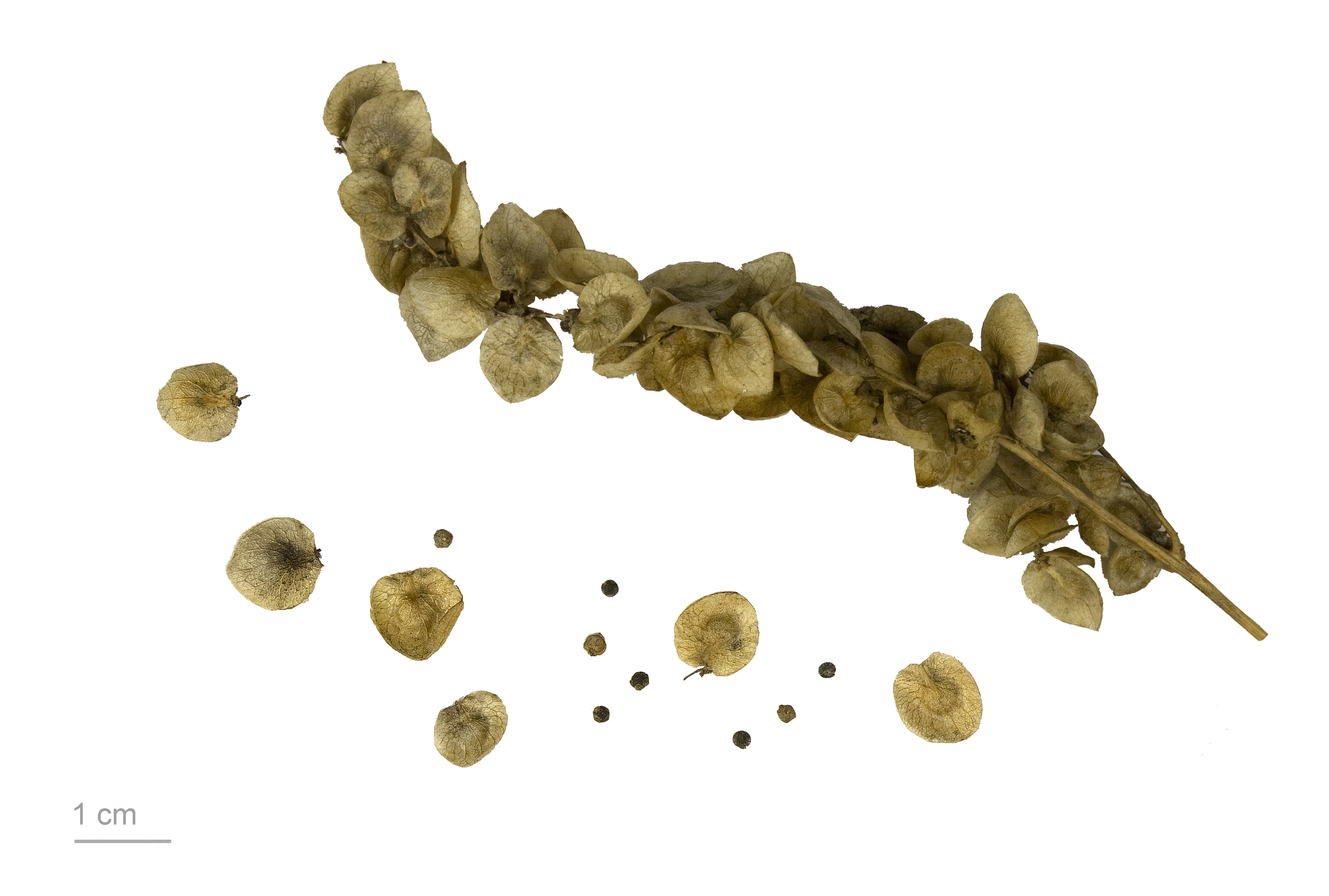
Atriplex hortensis

榆钱菠菜（学名：Atriplex hortensis）为苋科滨藜属的植物。分布于欧洲等地，生长于海拔2,250米的地区，目前尚未由人工引种栽培。
近十年中國中科院在新疆研究发现，在盐碱地上种植盐地碱蓬、盐角草、野榆钱菠菜等盐生植物，每年可从土壤中带走大量盐分，连续三年左右就可以大幅“淡化”土地，达到耕种标准。

## 别名
洋菠菜（俗称）